# تزرق شبكي
مرض التَزَرُّقٌ الشَبَكِيٌّ (بالإنجليزية: Livedo reticularis)‏ هو مرض جلدي شائع مجهول السبب يظهر على هيئة بقع وخطوط متداخلة ومتشابكة، كما يبهت فيه الجلد ويفقد لونه. يفقد الجلد لونه بسبب تورم الأوردة الصغيرة جدا والتي بذلك تعيق عمل الأوعية الشعرية الدقيقة بواسطة حدوث تجلطات دم صغيرة. إن تجلطات الدم في الأوعية الدموية الصغيرة يمكن أن تكون كـمؤثر ثانوي للحالة التي تزيد من خطورة الشخص لتكوين جلطات، وتشمل هذه الحالة مجموعة واسعة من الحالات المرضية وغير المرضية؛ مثال:
- حالة فَرْطُ شَحْمِياتِ الدَّم
- نقص التغئية السليمة
- أمراض نقص المناعة

قد تكون الحالة طبيعية أو مرتبطة بعلم الأمراض الأساسي الأكثر شدة. ينقسم التشخيص التفريقي على نطاق واسع إلى أمراض الدم المحتملة، وأمراض المناعة الذاتية (أمراض الروماتيزم)، وأمراض القلب والأوعية الدموية، والسرطانات، واضطرابات الغدد الصماء. ويمكن عادة (في 80% من الحالات) يتم تشخيصها عن طريق الخزعة.
قد تتفاقم بسبب التعرض للبرد، وتحدث غالبًا في الأطراف السفلية.
اسم الحالة مشتق من (اللاتيني - livere) يعني مزرق وشبكي والذي يشير إلى المظهر الشبيه بالشكل.

## الأسباب
قد يؤدي عدد من الحالات إلى ظهور الشبكية الحية:
- الجلد الخلقي مرمري متوسع الشعيرات، وهي حالة خلقية نادرة
- متلازمة سيندون - ارتباط التهاب الأوعية الدموية العقيدة واضطرابات الأوعية الدموية الجهازية، مثل السكتات الدماغية، بسبب الجيني الكامن وراءه[3]
- الشبكية المعزولة مجهولة السبب - الشكل الأكثر شيوعًا للشبكية المعيشية، حالة حميدة تمامًا من سبب غير معروف تصيب معظم النساء الشابات خلال فصل الشتاء:[4] وهو مظهر أرجواني غامق للجلد في الأطراف بسبب تباطؤ تدفق الدم الوريدي. قد يكون خفيفًا، ولكن قد يحدث تقرح في وقت لاحق من الصيف.[5]
- الشبكية المعزولة الثانوية:
- التهاب الأوعية الدموية شروط المناعة الذاتية:
- التهاب الأوعية الفقري - مع تقرح مؤلم يحدث في الساقين السفلى
- التهاب الشرايين العقدي
- الذئبة الحمامية الجهازية[6]
- التهاب الجلد والعضلات
- التهاب المفاصل الروماتويدي
- سرطان الغدد الليمفاوية
- التهاب البنكرياس[7]
- التهاب البنكرياس المزمن[8]
- مرض السل
- ذات الصلة بالمخدرات:
- اديرال (الآثار الجانبية)
- أمانتادين (الآثار الجانبية)
- بروموكريبتين (تأثير جانبي)
- علاج بيتا IFN، أي في التصلب المتعدد[9][10][11]
- تزرق شبكي المرتبطة راساجيلين[12]
- ميثيل واعتلال وعائي محيطي الناجم عن ديكستروأمفيتامين.[13]
- جيفيتنيب[14]
- انسداد الشعيرات الدموية:
- وجود الغلوبيولينات البردية في الدم- بروتينات في الدم تتكتل معا في الظروف الباردة[15]
- متلازمة أضداد الفوسفوليبيد بسبب جلطات الدم الصغيرة
- فرط كلس الدم (ترتفع مستويات الكالسيوم في الدم والتي قد تترسب في الشعيرات الدموية)
- الاضطرابات الدموية في كثرة كريات الدم الحمر أو كثرة الصفيحات (الخلايا الحمراء المفرطة أو الصفائح الدموية)
- العدوى (التهاب الشغاف التاجي، الزهري، السل، مرض لايم)
- يرتبط مع الفشل الكلوي الحاد بسبب حالة الصمات الكوليسترول بعد القسطرة القلبية
- تصلب الشرايين (الكوليسترول الصماتية)[16][17] وبيلة هوموسيستينية (بسبب وجود كروموسوم 21 وراثي مقهور سيستاثيونين بيتا سينسيز نقص)
- الحقن داخل الشرايين (خاصة في مدمني المخدرات)
- متلازمة إيهلرز- دانلوس - اضطراب النسيج الضام، وغالبا مع العديد من الحالات الثانوية، قد تكون موجودة في جميع الأنواع
- ورم القواتم[18]
- الاعتلال الوعائي الفقري وارتباطه بطفرة العامل الخامس لايدن[19]
- متلازمة FILS (طفرة البلمرة ε1 في متلازمة بشري مع تشوه الوجه، نقص المناعة، الحياة، وقصر القامة)[20]
- فرط أوكسال البول الأساسي، تأكسد (اعتلال الأوعية المؤكسد)[21][22][23][24][25]
- عدوى الفيروس المضخم للخلايا (شكل سريري نادر جدا، يقدم مع الحمى المستمرة والشبكية الحية على الأطراف والتهاب الأوعية الجلدية الناخر من أصابع القدم)[26]
- الشبكية المعزولة المعممة الناتجة عن زراعة السيليكون لزيادة النسيج الرخو[27]
- كما نادرة العثور على الجلد لدى الأطفال الذين يعانون من متلازمة داون[28][29]
- مجهول السبب شبكية مع تضخم الغدد التناسلية IgM polyclonal[30]
- تصوير الأوعية بغاز ثاني أكسيد الكربون (نادرًا، الحالة المبلغ عنها)[31]
- وآفة الجلد أقل شيوعا من متلازمة شيرغ ستروس[32]

## التشخيص
يتم تشخيص التزرق الشبكي من خلال مظهره السريري والتاريخ. لا يوجد أي اختبار أو فحص آخر يؤكد وجود شبكية معادية للملوحة، ومع ذلك، يمكن إجراء مزيد من الدراسات حيث يشتبه في وجود سبب معين مثل خزعات الجلد، أو اختبارات الدم للأجسام المضادة المرتبطة بمتلازمة الفوسفولبيد أو الذئبة الحمامية الجهازية.